# Marco-Polo-Brücke

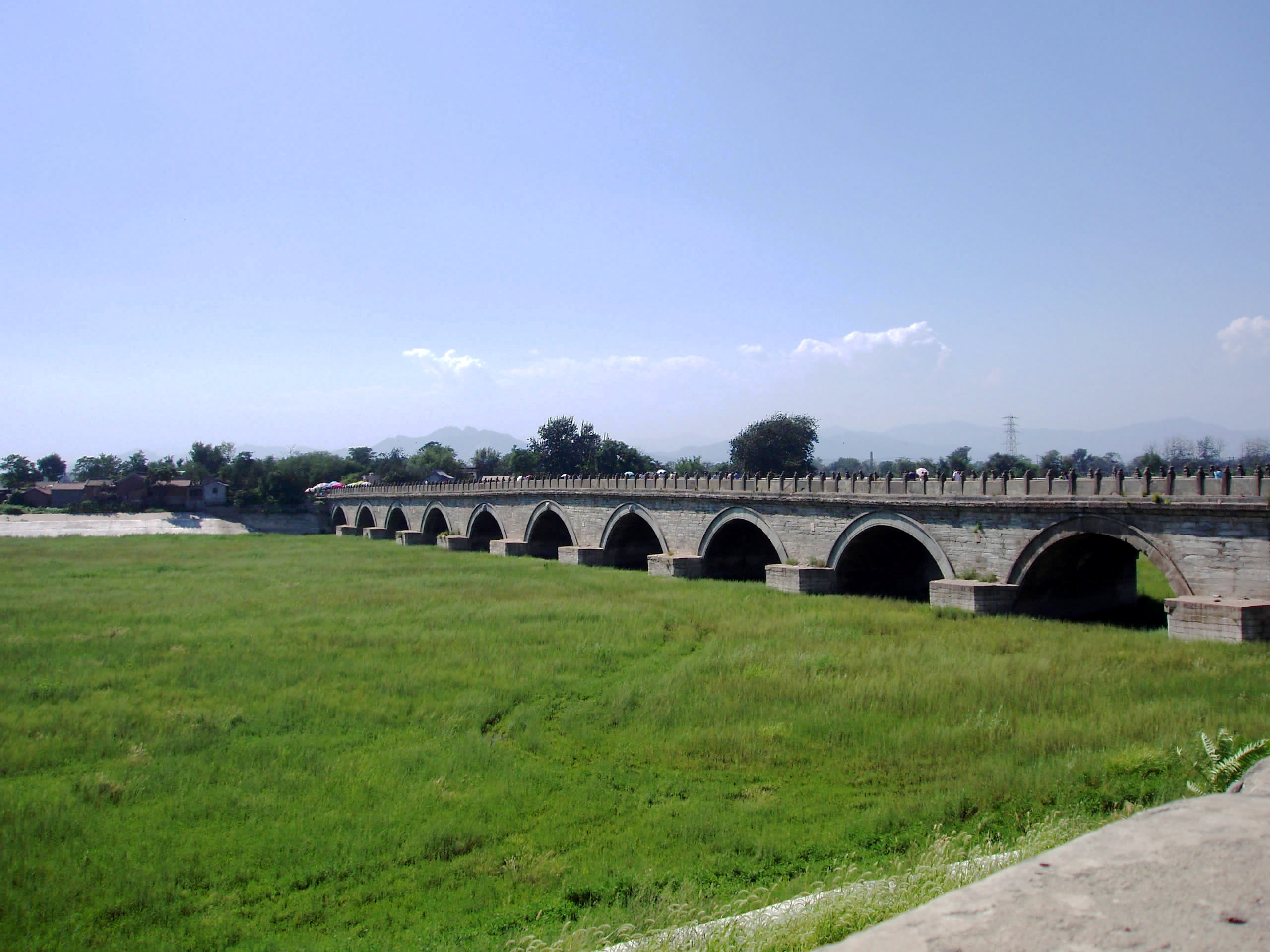
Marco-Polo-Brücke (2005)

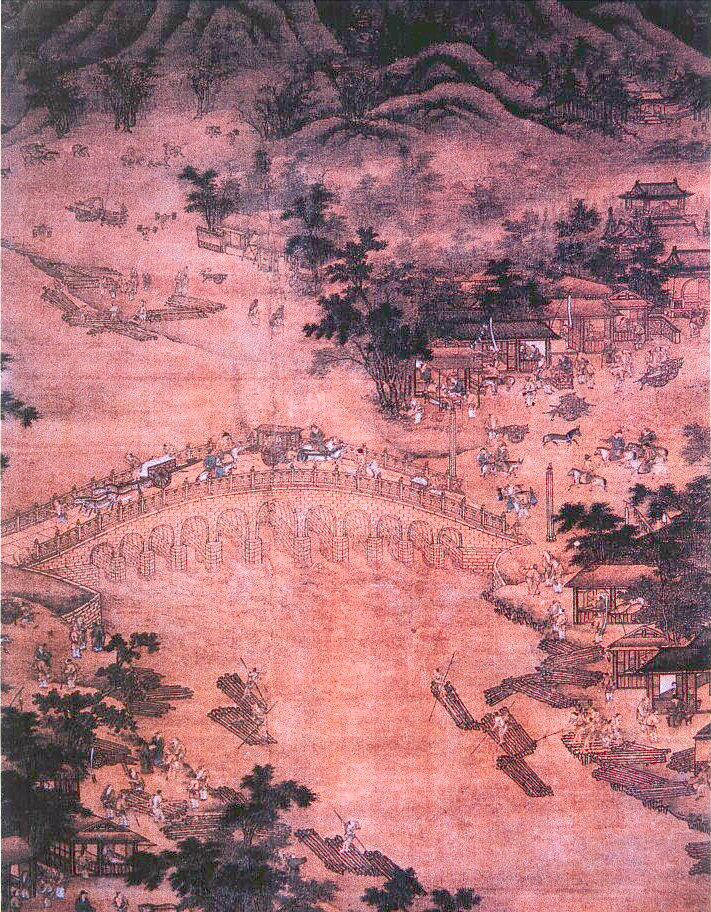
Historische Darstellung der Brücke

Die Marco-Polo-Brücke oder Lugou Qiao (chinesisch 蘆溝橋 / 卢沟桥, Pinyin Lúgōuqiáo – „Schilfrohrgossenbrücke, Schilfrohrgrabenbrücke“) ist eine steinerne Bogenbrücke im Pekinger Stadtbezirk Fengtai, die den Fluss Yongding He überspannt. Sie wurde im Jahre 1192 vollendet.

## Bezeichnungen
Der chinesische Name der Brücke ist Lúgōuqiáo und bedeutet in etwa Schilfrohrgossenbrücke oder Schilfrohrgrabenbrücke. Den Beinamen Marco-Polo-Brücke erhielt das Bauwerk, weil Marco Polo es in seinen Reisebeschreibungen („Il Milione“) erwähnt, allerdings mit 24 Brückenbögen und Pfeilern nicht der Realität entsprechend beschreibt. Er nennt die Brücke „Pulisanghin“, „Brücke des Sang-Kan“, wobei „Sang-Kan“ die damals gewöhnlich verwendete Bezeichnung für den Fluss war.

## Baubeschreibung

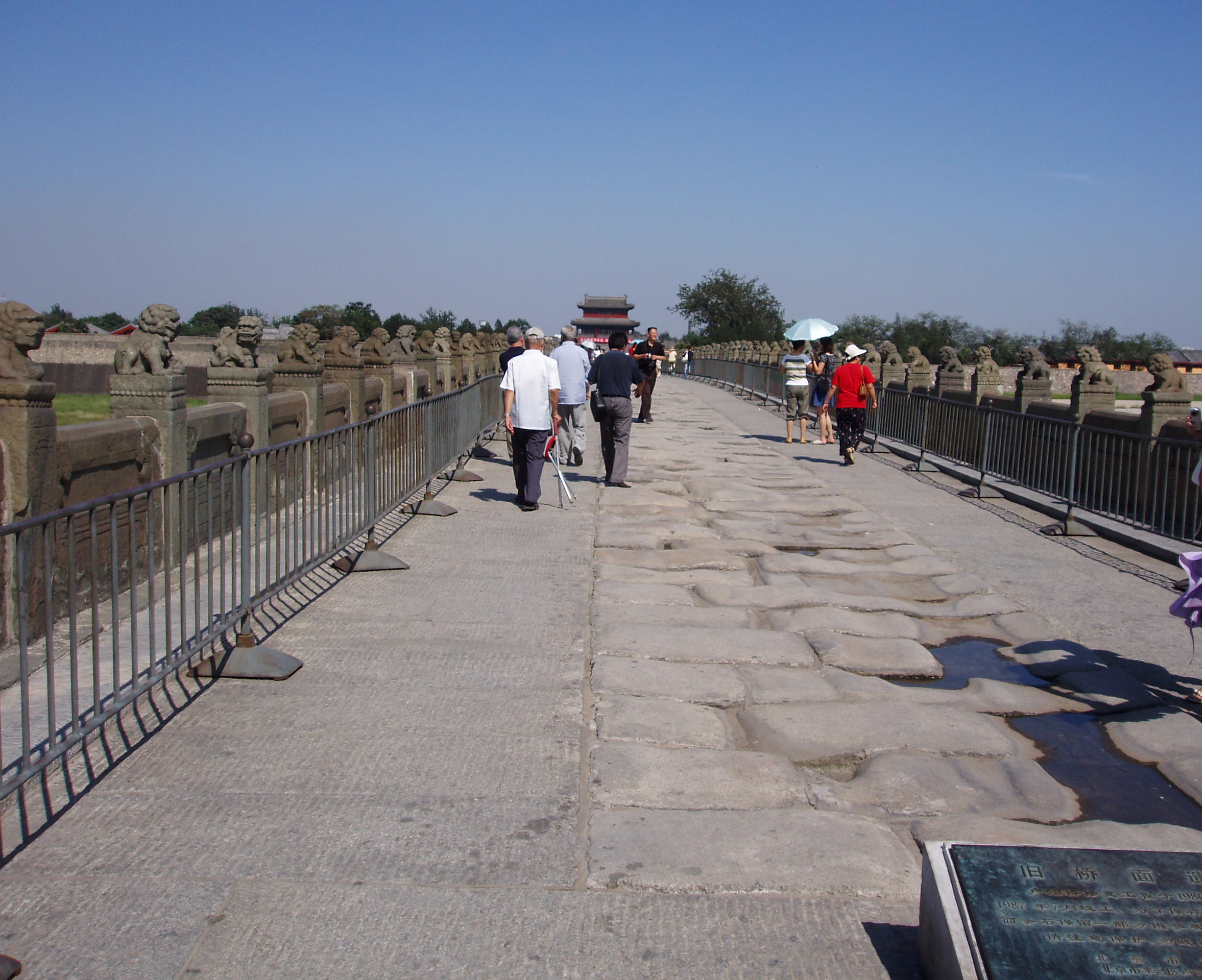
Brückendecke (2005)

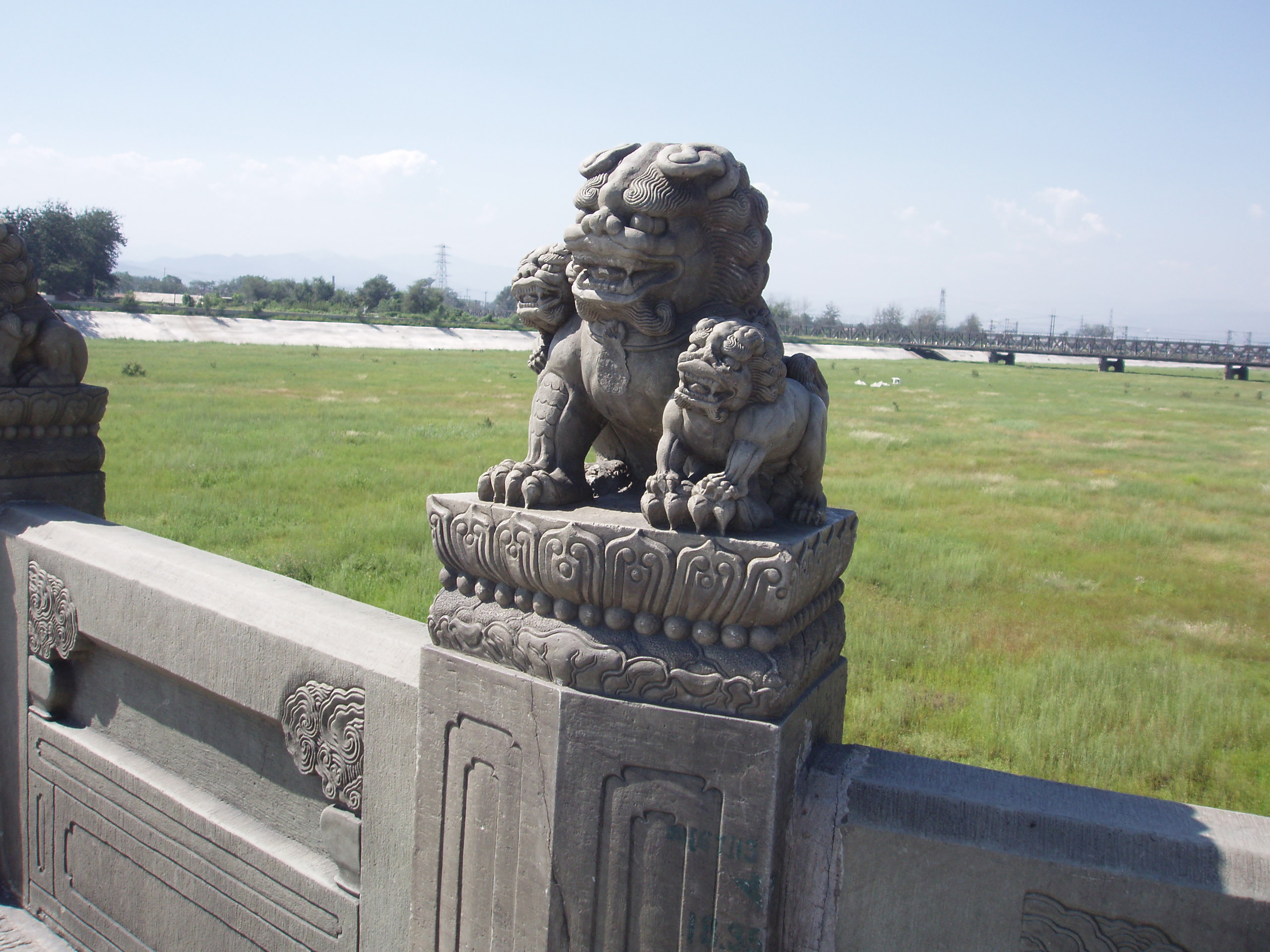
Löwenfiguren (2005)

Die Marco-Polo-Brücke ist insgesamt 235 m lang und verfügt über elf Brückenbögen, wobei jedes einzelne Bogensegment 21,60 m überspannt. Die Fahrbahn der Brücke ist 9,30 m breit und besteht aus großen Steinquadern.
Die 250 steinernen Geländerteile tragen steinerne Wächterlöwen. Die genaue Anzahl der Löwen ist schwer zu bestimmen, denn neben und auf den großen Löwen sitzen zahlreiche kleinere Löwenfiguren von oft nur wenigen Zentimetern Größe.

## Geschichte
Die Marco-Polo-Brücke entstammt der Minchang-Periode der Jin-Dynastie (1190–1208). Der Bau wurde 1189 begonnen und 1192 vollendet. Zu der Zeit war sie unter dem Titel Lugou Xiaoyue (Mond über Lugou bei Tagesanbruch) eine der Acht schönsten Ansichten Pekings. Diesen Titel behielt sie durch die Yuan-, Ming- und Qing-Dynastie. Die Brücke war zur Bauzeit der einzige Zugang zur Mittleren Hauptstadt.
Im 17. Jahrhundert wurden die ursprünglichen Bögen während eines außergewöhnlichen Hochwassers weggeschwemmt und anschließend auf den alten Fundamenten mit unveränderter Bogenzahl neu aufgebaut. Auf einer Brückenstele ist als Datum der Brückenrekonstruktion unter Kaiser Kangxi der Qing-Dynastie das Jahr 1698 angegeben.
1751 hielt Kaiser Qianlong die poetischen Titel der Acht schönsten Ansichten persönlich auf Stelen fest. Die zur Brücke gehörige Stele befindet sich noch immer in der Nähe der Brücke.
Am 7. Juli 1937 wurde die Brücke Schauplatz des Zwischenfalls an der Marco-Polo-Brücke. Das Feuergefecht zwischen japanischen und chinesischen Soldaten gilt als Beginn des Zweiten Japanisch-Chinesischen Krieges und verlieh damit in der Neuzeit der Brücke auch eine besondere historische Bedeutung.
Im Jahre 1969 wurde die Brücke erweitert und an die modernen Verkehrsanforderungen angepasst. Seit der Zeit ist der Yongding fast vollständig versiegt.